# Adolphe-Marie Gubler
Adolphe-Marie Gubler (5 d'abril de 1821 - 20 d'abril de 1879) fou un metge i farmacòleg francès nascut a Metz.
Originalment estudiant de botànica, va començar els seus estudis de medicina a 1841 a París, on va ser alumne d'Armand Trousseau (1801-1867). En 1845 es va convertir en un interne des Hôpitaux, i obtingué el seu doctorat el 1849. Després va treballar com a metge a l'Hospital Beaujon, i el 1853 va obtenir la seva agrégation amb una tesi sobre la cirrosi del fetge. En 1868 va ser nomenat professor de teràpia per la facultat de medicina a París, i mantingué aquest càrrec fins a la seva mort el 1879.
Gubler va fer diverses contribucions en els camps de la medicina i la farmacologia. Se li atribueix ser el primer metge a diferenciar entre icterícia hematògena i una icterícia hepatògena. El seu nom s'associa amb la "síndrome Millard-Gubler", una condició caracteritzada per un remolliment del teixit cerebral que és causada per l'obstrucció dels vasos sanguinis de la protuberància anular. La malaltia porta el nom en conjunt amb Auguste Louis Jules Millard (1830-1915), que inicialment va descriure el trastorn ln 1855. La "línia de Gubler" del mateix nom és una línia d'origen superficial del nervi trigemin en la protuberància, una lesió per sota de la qual resulta en la síndrome de Millard-Gubler esmentada.
Va ser autor de nombroses obres sobre botànica, medicina clínica, fisiologia i farmacologia, amb diversos articles sobre aquest últim tema que es van publicar al "Journal de thérapeutique". Entre les seves obres més reeixides cal destacar un tractat de 1856 sobre hemiplegia titulat De l'hémiplégie alterne envisagée comme signe de lésion de la protubérance annulaire et comme preuve de la décussation des nerfs faciaux,i una important publicació relativa a la farmacopea anomenada Commentaires thérapeutiques du codex medicamentarius, un llibre que va ser guardonat amb el "Premi Chaussier" (Prix Chaussier, pel nom de l'anatomista François Chaussier) per part de l'Académie des sciences.
Gubler fou un membre fundador de la Société de biologie, i el 1865 esdevingué membre de l'Académie de médecine.
Quan encara era un metge intern, el Dr. Trousseau li va preguntar si podria fer de company de viatge a un jove que patia d'angoixa emocional. Mentre era a Milà, Gubler va ser ferit de gravetat per un tret del seu company, fet que el va obligar a passar un any recuperant-se a Milà.